# Helmut Eder
Helmut Eder (Linz, 26 dicembre 1916 – Salisburgo, 8 febbraio 2005) è stato un compositore e direttore d'orchestra austriaco.

## Biografia
Dopo essersi diplomato al Conservatorio di Linz ha perfezionato i suoi studi con  Johann Nepomuk David e Carl Orff. In seguito è stato professore di composizione nella sua Alma Mater e all'Universität Mozarteum.
Nella sua variegata carriera ha composto musica sinfonica, musica da camera, opere liriche, musica sacra, musica per balletti, colonne sonore, composizioni elettroacustiche, canzoni. Ha inoltre preso parte come direttore d'orchestra a importanti festival di musica classica tra cui il Festival di Salisburgo. Nel 1962 è stato insignito del Premio di Stato per la Musica (Staatspreis für Musik).